# Miraculous – Katicabogár és Fekete Macska kalandjai
A Miraculous – Katicabogár és Fekete Macska kalandjai (eredeti cím: Miraculous, les aventures de Ladybug et Chat Noir, angol cím: Miraculous: Tales of Ladybug & Cat Noir) 2015-ben indult francia televíziós 3D-s számítógépes animációs szuperhős sorozat, amelyet Thomas Astruc írt és rendezett.
A sorozat először Dél-Koreában debütált az EBS-en,
Franciaországban 2015. október 19-én mutatta be a TF1. Az Egyesült Államokban még ugyanezen év decemberében adta le először a Nickelodeon, később pedig a Disney Channel. Magyarországon a Disney Csatorna tűzte műsorra a sorozatot 2015. december 6-án.
A második évad világpremierje Spanyolországban volt 2017. október 21-én. Franciaországban 2017. október 26-tól adták le. A második évad sugárzása Magyarországon 2018. március 12-én kezdődött. A 3. évad világpremierje 2018. december 1-én volt. A francia változatot 2018. december 22-től adták le Svájcban. A 3. évad Franciaországban 2019. április 14-én került műsorra. Magyarországon 2019. november 4-től kezdődően adták le. A 4. évad világpremierje Brazíliában volt 2021. március 23-án. A francia változat 2021. április 11-én mutatták be, míg Magyarországon 2021. október 4-én. A sorozat 5. évadának világpremierje 2022. június 13-án volt Brazíliában, míg a francia változat 2022. október 26-án jelent meg. Magyarországon 2022. november 21-én mutatták be. A 6. évad világpremierje 2025. január 24-én volt Brazíliában, míg a francia változatot 2025. március 23-án mutatták be. Magyarországon 2025. április 7-én jelent meg. Hazánkban a Disney+ megjelenésével a sorozat első 4 évadát elérhetővé tették a streaming platformon 2022. június 14-én. 2023 végén a Disney+-on a teljes 5. évad is megjelent.

## Cselekmény
A történet színhelye Párizs. Főhősei Marinette Dupain-Cheng, egy általános iskolás tinilány, és az ő osztálytársa és szerelme, Adrien Agreste. Adrien nem viszonozza Marinette érzéseit, mivel a lány nem igazán tudja kifejezni magát. Ők ketten nem átlagos kamaszok, mivel titokban szuperhősök, akik Párizs lakosságát védelmezik. Marinette, a Csodálatos Katicabogár szuperereje az alkotásban rejlik, míg Adrien, a Fekete Macska, a rombolásból meríti erejét. Mindketten egy-egy különleges talizmán segítségével tudnak átváltozni szuperhősökké, a talizmánjaik erejét pedig két kis varázserejű lény, az úgynevezett kwami-k szolgáltatják. Marinette kwamija Tikki, Adriené pedig Plagg.
Marinette és Adrien legfőbb ellensége Halálfej, egy rejtélyes gonosztevő, akinek szintén egy saját kis kwami, Nooroo szolgáltat szupererőt. Ezen erőt Halálfej arra használja, hogy a negatív érzelmeik által megszállja Párizs polgárainak lelkét, és szupergonoszokká változtassa, majd Katicabogár és Fekete Macska elfogására kényszerítse őket. Fő célja, hogy megszerezze a két szuperhős talizmánját, mert a két eszköz segítségével isteni hatalom birtokába juthat, amit saját céljaira akar felhasználni. A két szuperhős azonban mindig legyőzi az ellenük küldött szupergonoszokat, és megmentik Párizs népét. Halálfej azonban folyamatosan lesben áll, és vár az újabb lecsapásra. A negatív érzelmek segítségével növeli erejét (vagyis ha valaki szomorú, dühös, vagy megbántott, akkor hatalmába keríti őt, és gonosszá változtatja). A valódi kiléte a két főhős számára ismeretlen, a nézők pedig csak a sorozat későbbi részeiben tudják meg, hogy Adrien édesapja, Gabriel Agreste a titokzatos gonosztevő, aki rettegésben tartja Párizst – de valódi szándékai sokkal komolyabbak annál, mint amilyennek tűnnek.
Miközben Marinette és Adrien szuperhősökként harcolnak, egyúttal az átlag kamaszok életét is élik. Marinette napjai nagy részében a szülei pékségében segédkezik, míg Adrien híres fotómodell, aki az apja divatvállalatának dolgozik. Amellett hogy osztálytársak, jó barátok is. Marinette reménytelenül bele van zúgva Adrienbe, bár Adrien ezt nem viszonozza – az ő szíve szuperhős-kollégájáért, Katicabogárért repes. (Egyikük sem tud a másik szuperhős kilétéről, mert nem fedhetik fel magukat, még egymás előtt sem). Bár mindketten szuperhősök, a tinikhez hasonlóan ők is sokat hibáznak, vagy gyakran meggondolatlanul cselekszenek, de végül mindig kimásznak a slamasztikából.

## Helyszínek
A színhely Párizs, egy francia város. A rajzfilmben számos valós párizsi hely felismerhető, bár ezek legtöbbjét nem valódi helyén, hanem a városközpontban, Marinette lakásának közelében ábrázolják. Néhány példa:
- Eiffel-torony, Gustave Eiffel által tervezett, 1899-ben megnyitott, 324 méter magas dísztorony. Szinte minden epizódban látható (számos alkalommal el is pusztítják).
- Lycée Carnot, melyről a főszereplők iskoláját, a Collège Françoise Dupont-t mintázták. Tetőszerkezetét szintén Gustave Eiffel tervezte. A valóságban a 17. kerületben van.
- Boris Lumé péksége, melyről Marinette szüleinek pékségét mintázták. A valóságban a 18. kerületben van.
- Place des Vosges, melyről a Marinette háza melletti parkot mintázták. A valóságban a 3. kerületben van.
- Louvre múzeum, több epizód cselekményének színhelye.
- Arc de Triomphe, Notre-Dame-székesegyház, Trocadéro, Concorde tér, Les Tuileries, Tour Montparnasse.

## Magyar változat
A szinkront az SDI Media Hungary készítette.
- Magyar szöveg: Borsiczky Péter[11]
- Hangmérnök: Weichinger Kálmán
- Vágó: Csabai Dániel
- Gyártásvezető: Derzsi Kovács Éva
- Szinkronrendező: Dezsőffy Rajz Katalin
- Produkciós vezető: Orosz Katalin
- Felolvasó: Endrédi Máté (1-4. évad, New York és Shanghai különkiadás), Orosz Gergely (5. évad)

## Főbb szereplők
| Szereplő               | Leírás |
| ---------------------- | --- |
| Marinette Dupain-Cheng | Egy sötétkék hajú, világoskék szemű középiskolás tinilány, valamint feltörekvő divattervező. Nagyon kedves, segítőkész természetű, de eléggé ügyetlen is, ami miatt gyakran sodorja magát kínos helyzetekbe. Reménytelenül bele van zúgva az osztálytársába, Adrienbe, és mindent próbál megtenni, hogy felkeltse magára a fiú figyelmét, és ebben segít neki legjobb barátja, Alya. Ám erőfeszítései mindig balul sülnek el. Szuperhős alteregója Katicabogár, vele ellentétben összeszedett, határozott, bátor és tettre kész, aki mindig minden helyzetben tudja a tökéletes megoldást. Marinette egy fülbevalóként használt talizmán segítségével változik át Katicává, ehhez pedig a saját kis kwamija, név szerint Tikki szolgáltatja az energiát. Szuperereje a „Szerencse Talizmán”, amely által képes egy adott szituációban hasznos tárgyalkalmatosságot megteremteni, és ezeket felhasználja az akciói során. Az ő feladata továbbá megtisztítani és újra normálissá változtatni azokat az embereket, akik gonosszá válnak. De már nem csak egy szuperhős hanem a talizmánok őrzője is. A sorozatban Katica szimbolizálja a teremtést |
| Adrien Agreste         | Egy szőke hajú, zöld szemű fiatal, jóképű fiú, és híres fotómodell, aki az édesapja divatcégének dolgozik. Rengeteg lány szerelmes belé, de ő reménytelenül bele van zúgva Katicabogárba, noha fogalma sincs arról, hogy Katicabogár nem más, mint Marinette Dupain-Cheng. Gazdag, arisztokratikus életet él, bár a családi háttere meglehetősen bonyolult; az apja távolságtartó és rideg vele szemben, aki csak a munkájának él, édesanyja pedig eltűnt. Alapvetően jószándékú, segítőkész, okos, mindig kiáll mások mellett. Szuperhős alteregója Fekete Macska kicsit már arrogánsabb és önteltebb, de nagyon bátor, okos, harcias. Adrien talizmánja a gyűrűje, az energiáját pedig Plagg nevű kwamija szolgáltatja. Szuperereje a „Macskajaj”, melynek segítségével képes bármit elpusztítani, amihez csak hozzáér. A sorozatban a pusztítást szimbolizálja. |
| Halálfej               | Egy titokzatos gonosztevő, akinek fő célja Katicabogár és Fekete Macska talizmánjának megszerzése. Halálfej saját talizmánja a pillangó bross, a kwamija Nooroo. Szuperereje arra szolgál, hogy átlagos embereket szuperhősökké változtasson, ám ő inkább szupergonoszokat teremt vele, hogy így csapdába csalja Katicát és Macskát. Közönséges pillangókat „akumákká” (sötét pillangókká) változtat, és általuk megszállja az áldozatait (akiket mindig valamilyen érzelmi kiszolgáltatottság által kerít a hatalmába), majd az új gonoszokat a két szuperhős elfogására készteti. Az összecsapások során mindig ő marad alul, de sosem adja fel a harcot. Valódi kiléte sokáig ismeretlen a sorozatban, mígnem a második évad első részében kiderül, hogy Gabriel Agreste, Adrien édesapja rejtőzik Halálfej álarca mögött, akinek végső célja, hogy a két megszerezni kívánt talizmánnal visszahozza rég elveszett feleségét. Halálfejként Gabriel általában nem látja át tettei következményét, meg van róla győződve, hogy a nagyobb jó érdekében cselekszi azokat. Bár ridegnek és szívtelennek tűnik, van egy törődő oldala is, különösen a fia felé, akit mindennél jobban szeret, még ha ezt a saját módján fejezi is ki. Az övé Párizs leghíresebb divatháza, A Gabriel, híres divattervezőként pedig ő Marinette példaképe. A pillangó bross mellett ő birtokolja a páva talizmánt is, melyet elzárva őriz az otthoni széfében. Halálfej neve az eredeti változatban Le Papillion, melynek jelentése pillangó. Angol neve a Hawk Moth feltehetőleg molylepkét jelent. Magyar neve feltehetőleg a Halálfejes lepkéből származik. |
| Tikki                  | Marinette kwamija, akinek a segítségével át tud változni Katicabogárrá. Tikki egy katicabogárra hasonlít. Az idők kezdete óta létezik, már több mint 5000 éves is elmúlt. Kedves és vicces, valamint becsületes, bölcs és igazságos. Marinette-nek nagyon jó barátja, sokszor ad neki tanácsokat, és gyakran segít neki átvészelni a kamaszkori problémákat is. Amikor Marinette átváltozik Katicává, Tikki egyesül Marinette fülbevalójával, és energiával tölti fel azokat, de ha Marinette használja a szupererejét, akkor visszaváltozik, és csak akkor lesz képes újra átváltozni, ha Tikki sütik segítségével újult erőre kap. Neve a kínai nyelv szerint boldogságot jelent. Varázsigéje: Tikki, pöttyöket fel! |
| Plagg                  | Adrien kwamija, akinek a segítségével át tud változni Fekete Macskává. Kinézete részben megegyezik Tikkiével, ám ő fekete színű, és inkább egy macskára hasonlít. Szarkasztikus, valamint imád bajt keverni. Folyton csak azon jár az esze, hogyan tömheti meg a hasát. De mindennek ellenére törődik Adrien magánéletével, és ha igazán kell, akkor segíti őt. Ha Adrien átváltozik Fekete Macskává, Plagg egyesül Adrien gyűrűjével, és feltölti energiával, de ő is csak addig képes ezt megtartani, míg Adrien nem használja a szupererejét akkor visszaváltozik, és csak akkor lesz képes újra átváltozni, ha Plagg sajtok segítségével újult erőre kap. Neve a kínai nyelv szerint veszélyt jelent. Varázsigéje: Plagg, karmokat ki! |
| Alya Césaire           | Marinette legjobb barátja az iskolában. Sokszor segít Marinette gondjaiban, főleg abban, hogy lenyűgözze Adrient, de kétbalkezes barátnője ezt rendre elszúrja. Alya remek író, valamint ő vezeti az iskolai blogot is. Nagy rajongója Katicabogárnak, blogot is vezet róla (név szerint a Katiblogot), és feltett szándéka, hogy kiderítse a szuperhős kilétét. Marinette igyekszik megtartani a titkát, de ennek ellenére mindenben segíti a barátját, amiben csak tudja, bátorítja őt, és tanácsokkal látja el. A második évad Szapotik című részében Katica átadja neki a róka talizmánt, hogy Alya segíthessen neki és Fekete Macskának egy bonyolult küldetés elvégzésében. A rókanyaklánc, és annak kwamija, Trixx segítségével, Alya átváltozik, és ő lesz Rena Rouge (bár a magyar szinkronban megmarad ez a neve, szó szerint Vörös Rókának lehetne fordítani), egy bátor és rettenthetetlen szuperhősnő. Szuperereje a „Délibáb”, amellyel képes bármilyen illúziót megteremteni, amilyet csak kigondol. A talizmánját mindig csak ideiglenesen használhatja, és a küldetései után vissza kell adnia Katicának. A 4. Évad 3. Részében [Titkok Bandája] Marinette felfedi előtte kilétét, majd nem sokkal később pernamensen rábízza a talizmánját. Származását tekintve Alya indiai. |
| Nino Lahiffe           | Adrien legjobb barátja az iskolában. Egy nagyon laza stílusú fiú, aki kizárólag a szórakozásnak él. Kedveli a jó zenét. A sorozat haladtával Alyával egy párt alkotnak. A második évadban alkalomadtán megkapja a teknős talizmánt, hogy segítse Katicát és Fekete Macskát különböző küldetésekben. A teknőskarkötő, és kwamija Wayzz segítségével át tud változni, és ő lesz a Páncélos, egy fürge és merész szuperhős. Szuperereje a „Páncél”, amellyel képes egy masszív erőteret generálni saját maga vagy akár mások köré. Küldetése után a talizmánt mindig vissza kell szolgáltatnia Katicának. |
| Chloé Bourgeois        | Marinette és Adrien osztálytársa és Párizs polgármesterének a lánya, egy önző, buta, lusta, elkényeztetett fruska. Felszínes, hencegő, érzéketlen, hisztis, undok, aki azt hiszi, a világ csak körülötte forog. Kiállhatatlan természetével sokszor megbánt vagy megaláz másokat, így a legtöbbször ő a felelős, ha Halálfej gonosszá változtat valakit. Chloe szintén szerelmes Adrien-be, és igyekszik is őt többször megkörnyékezni, amire Marinette iszonyatosan féltékeny. De az 5. évadban Adrien megszakítja vele a barátságot végleg az önző viselkedése miatt, és onnantól fogva nem szerelmes belé. Ő és Marinette folyton versengenek egymással, de amennyire Chloe ki nem állhatja Marinette-et, épp annyira rajong Katicáért. Minden alkalmat megragad, hogy a közelében lehessen, de Katica rendre nem kér Chloe rajongásából (lévén, hogy Marinette-nek erős ellenszenve van iránta). A második évadban, miután Katica elveszti a méh talizmánt, Chloé véletlenül rátalál, és felveszi a Méhkirálynő nevű szuperhős identitást, amit ő nyíltan feltár egész Párizs előtt. A talizmán, illetve annak, kwamija, Pollen segítségével át tud változni egy méh-alakú szuperhősnővé. Szuperereje a „Méreg”, mellyel ideiglenesen képes bárkit megbénítani, akihez csak hozzáér. Annak ellenére, hogy kezdetben ostobaságokra használja a szupererejét, Marinette idővel rájön, hogy Chloé igenis képes hősiesen viselkedni, így alkalmanként megbízik benne annyira, hogy nekiadja a talizmánt, és segítségül hívja egy-egy küldetésre. De a 3. évad végén elárulja Katicát, és többé nem lehet Méhkirálynő.                      |
| Fu mester              | Egy 186 éves idős öregúr, aki az utolsó még élő leszármazottja a Talizmánok Őrzőinek. Ő őrzi és védelmezi a talizmánokat, melyeket egy ősi dobozban tárol, egy hétköznapi fonográf belsejébe rejtve. Ő választja ki Adrient és Marinette-et a katica és a macska talizmán jelenlegi viselőinek, miután (tudtukon kívül) mindketten bizonyságot tesznek önzetlenségükről, és segítőkészségükről, továbbá mert Adrien olyan, mint egy cica. Fu titokban őrködik a két szuperhős felett. Marinette a második évadban személyesen megismerkedik vele, és gyakran fordul hozzá tanácsért. Fu mester birtokolja a teknős karkötőt, a kwamija pedig Wayzz, ám idős kora miatt már nem tud átváltozni, és harcolni, ezért van szüksége Katica és Fekete Macska segítségére. Később azonban le kell mondania az őrzői szerepről, mert csak így tudja megvédeni a talizmános dobozt. A kwamik új őrzője Katicabogár lesz, és mivel Fu átadta neki a szerepét, neki kitörlődik az emlékezete. |
| Wayzz                  | A teknős talizmánhoz tartozó kwami. Kinézetre pontosan úgy néz ki, mint egy teknős. Wayzz hűséges és bölcs, aki mindig tudja, mi a helyes, gyakran Fu mestert is ő erősíti meg a bizonytalan döntéseiben. A második évadban néhány alkalommal Nino Lahiffe a szerencsés, aki használhatja a talizmánt, és Wayzz erejét, hogy Katicát és Fekete Macskát segítse különböző küldetésekben. Varázsigéje: Wayzz, teknőt fel! |
| Nooroo                 | Gabriel kwamija, akinek a segítségével át tud változni Halálfejjé. Egy pillangóhoz hasonlít. Nooroo rendkívül alázatos és segítőkész, amit Gabriel kegyetlenül kihasznál, és csak a saját érdekeit tartja szem előtt. Rideg és basáskodó Nooroo felett, megbecsülést nem mutat iránta, és csak azzal foglalkozik, hogy a talizmánja erejével elérje, amit akar. Varázsigéje: Nooroo, sötét szárnyak fel! |
| Trixx                  | A róka talizmánhoz tartozó kwami, akit jelenleg a talizmánjába zárva Fu mester őriz. A negyedik évadban Katica átadja ezt a talizmánt Alyának, hogy segíthesse őt a küldetésében, így Trixx segítségével Alya átváltozik Rena Rouge-zsá. Ilyenkor Trixx Alya nyakláncával egyesül, de csak addig, míg Alya használja a szupererejét. Trixx bölcs és igazságos, ugyanakkor nagyon ravasz is, ahogy az már egy rókára jellemző. Külsőre szintén egy rókára emlékeztet. Varázsigéje: Trixx, cselre fel! |
| Pollen                 | A méh talizmánhoz tartozó kwami, jelenleg a talizmánja dobozában Katica őrzi. A második évadban ezt a talizmánt Chloé kapja meg, hogy kivételes esetekben segítse Katicát és Fekete Macskát. A negyedik évadban Chloé féltestvére, Zoé kapja meg, hogy segíthesse őt a küldetésében. Pollen külsőre egy méhre hasonlít. Nagyon precíz, pontos, és formális személyiség, új gazdáját mindig „királynő”-nek szólítja, és sosem kérdőjelezi meg, hogy a talizmán viselője milyen döntést hoz, még, ha mások ezzel nem is értenek egyet. Varázsigéje: Pollen, zendülj szárny! |
| Nathalie Sancoeur      | Gabriel személyi asszisztense, aki az Agreste villában él és dolgozik. Ő intézi az Agreste család személyes ügyeit, egyúttal ő viseli gondját Adriennek is, ügyel rá, hogy a fiúnak meglegyen minden szükséglete. Noha soha nem mutatja ki, mit gondol és mit érez igazán, mindig a legjobb szándék vezérli, hogy Gabriel-nek és Adriennek meglegyen, ami csak kell. A második évadban kiderül, hogy titokban gyengéd érzelmeket táplál Gabriel iránt. Jelenleg ő az egyetlen, aki tudatában van annak, hogy Gabriel Halálfej, és mindent meg is tesz, hogy segítse őt Katica és Fekete Macska legyőzésében. A második évad legvégén még arra is rászánja magát, hogy felvegye a páva talizmánt, és megvédje főnökét a Katica és Macska elleni küzdelemben. A pávabross, és annak kwamija, Duusu segítségével, Nathalie átalakul, és felveszi a Mayura identitást. Szuperereje hasonló a pillangó talizmán erejéhez, ugyanis közönséges pávatollakat képes varázserővel feltölteni, amiket embereknek ad át, és az ő érzelmeik alapján létre tud hozni bármilyen élő teremtményt, főként, hogy az adott embert segítse vele. A páva talizmán viselője azonban (köszönhetően a talizmán sérült állapotának) minden egyes használat során veszít a saját életerejéből. |
| Duusu                  | A sérült pávatalizmánhoz tartozó kwami. Nathalie szokta használni erejét hogy Halálfejet segítse. (Valószínűleg ennek a talizmánnak köszönhető a cselekmény, hiszen Emily Agreste is hordta, aki ezen talizmánnak a viselése során egyre betegebb lett a talizmán sérülésének köszönhetően). A negyedik évadban viszont már megjavítja Gabriel, Nathalie segitségével. Duusu külsőre egy pávához hasonlít, sötétkék színű és van egy piros pötty a homlokán. Nagyon hangulatváltozásos kwami. Egyik percben még boldog, a másikban már szomorú. Imádja a káoszt. Varázsigéje: Duusu, tárd ki a szárnyaimat! |
| Mullo                  | Mullo az egér talizmánhoz tartozó kwami, jelenleg a talizmánja dobozában Katica őrzi. Marinette használta egyszer a Kwamiirtó részben, 4.évadban ezt a talizmánt Mylène kapja meg. Talizmánjának szuperereje az osztódás. Varázsigéje: Mullo, cincogjunk! |
| Sass                   | Sass a kígyó talizmánhoz tartozó kwami, jelenleg a talizmánja a dobozában Katica őrzi. A harmadik évadban ezt a talizmánt Luka kapja meg. A talizmánnak szuperereje az újabb esély (az időben 5 percet vissza tud menni a talizmán használója attól számolva, hogy mikor használta erejét. De amíg nem telik le az 5 perc, addig ahányszor csak akarja, annyiszor mehet vissza 5 percet, persze minden újabb esély csak onnan számolható, mikor használta erejét). Személyisége: érett, nyugodt, felelősségteljes és komoly. Varázsigéje: Saas, pikkely csillan. |
| Lila Rossi             | Marinette-ék osztálytársa, aki mindig azt mondja, amit az emberek hallani akarnak. Mindenkinek hazudik, és emiatt a legtöbben megsajnálják őt, de Marinette-nek már az első pillanattól fogva gyanús volt, ezért nem hitt neki. Emellett Marinette próbálja lebuktatni őt, de ezzel leginkább magának árt. Lila viszonya Katicával sem túl jó, emiatt Lila átáll Halálfej oldalára, és arra törekszik, hogy minél nagyobb galibát kavarjon, aminek legtöbbször Marinette a főtémája. |

## Szereposztás

### Főszereplők
| Szereplő neve              | Szereplő szuperhős neve | Szereplő akumatizált neve | Eredeti hang (Francia) | Angol hang                                                       | Magyar hang |
| -------------------------- | --- | --- | ---------------------- | ---------------------------------------------------------------- | --- |
| Marinette Dupain-Cheng     | Katicabogár, Fekete Macskalány, Sokegér, Sokróka, Sokmacska, Sokbogár, Sárkánybogár, Pegica, Méhica, Szupica, Kozmica, Fekete Bogár, Időbogár (angol: Ladybug, Lady Noire, Multimouse, Multifox, Multinoir, Multibug, Dragon Bug, Pegabug, Lady Bee, Pennybug, Cosmobug, Bug Noir), (francia: Ladybug, Lady Noire, Multimouse, Multirouge, Multinoir, Multibug, Dragonbug, Pegabug, Lady Bee, Pennybug, Cosmobug, Bug Noire, Chronobug) | Jusztícia, Pánik (angol: Princess Justice, Unmasker, Panic), (francia: Princesse Justice, Demasquer, Panique) | Anouck Hautbois        | Cristina Vee                                                     | Pekár Adrienn Csifó Dorina (énekhang, 2x01. rész)                                                                                                 |
| Adrien Agreste             | Fekete Macska, Bogárfiú, Áspis, Macskarom, Fekete Nyúl, Űrmacska (angol: Cat Noir, Mister Bug, Aspik, Snake Noir, Cat Walker, Rabbit Noir, Astrocat), (francia: Chat Noir, Mister Bug, Aspik, Lapin Noir, Patte De Veloure, Serpent Noir, Astrocat) | Fehér Macska, Nincs visszaút (angol: Cat Blanc, Ephemeral), (francia: Chat Blanc, Éphémère) | Benjamin Bollen        | Bryce Papenbrook                                                 | Penke Bence Ács Balázs (énekhang, 2x01. rész) |
| Gabriel Agreste            | Halálfej, Skarlát Szárny, Árnyszárnyú, Árnymacska, Fejedelem, Fejedelem Bogár (angol: Hawk Moth, Scarlet Moth, Shadow Moth, Shadow Noir, Monarch, Monarch Bug), (francia: Le Papillon, Papillon Écarlate, Papillombre, Ombre Noire, Monarque, Monarbug) | Gyűjtő, Éjkínzó (angol: Collector, Nightormentor), (francia: Collectionneur, Psycauchemardeur) | Antoine Tomé           | Keith Silverstein                                                | Albert Gábor (Gabriel Agreste, 1. évad) Sarádi Zsolt (Halálfej, 1-3. évad; Gabriel Agreste, 2-3. évad) Kárpáti Levente (különkiadások, 4-5. évad) |
| Alya Césaire               | Rena Rouge, Álca Rena, Szkarabella (angol: Rena Rouge, Rena Furtive, Scarabella), (francia: Rena Rouge, Rena Furtive, Scarabella) | Wifi Lady, Rena Rém, Amnézió (angol: Lady Wifi, Rena Rage, Oblivio), (francia: Lady WiFi, Rena Rage, Oblivio) | Fanny Bloc             | Carrie Keranen                                                   | Szilágyi Csenge |
| Nino Lahiffe               | Páncélos (angol: Carapace), (francia: Carapace) | Gömböc, Csonttörő, Amnézió, Méregkönny (angol: Bubbler, Shell Shock, Oblivio, Rocketeer), (francia: Bulleur, Carapire, Oblivio, Larme Ultime) | Alexandre Nguyen       | Ben Diskin (1-3. évad) Zeno Robinson (4. évadtól, különkiadások) | Baráth István |
| Chloé Bourgeois            | Méhkirálynő (angol: Queen Bee), (francia: Queen Bee) | Antica, Darázs Úrnő / Darázskirálynő, Csodatevő, Banánkirálynő, Büntető, Lélek Pusztító, Polgár Királynő (angol: Antibug, Queen Wasp, Miracle Queen, Queen Banana, Penalty, Sole Destroyer, Queen Mayor), (francia: Antibug, Queen Wasp, Miracle Queen, Queen Banana, Penalty) | Marie Chevalot         | Selah Victor                                                     | Hermann Lilla |
| Nathalie Sancoeur          | Mayura (angol: Mayura), (francia: Mayura) | Kataliszta, Szafari (angol: Catalyst, Safari), (francia: Catalyste, Safari) | Marie Chevalot         | Sabrina Weisz                                                    | Czifra Krisztina Vági Viktória (Mayura, 2x26. rész)                                                                                               |
| Lila Rossi / Cerise Bianca | Magyar neve még nem ismert (angol: Chrysalis) | Volpina, Kaméleon (angol: Volpina, Chameleon, Hoaxer), (francia: Volpina, Caméléon) | Clara Soares           | Lisa Kay Jennings                                                | Laudon Andrea |
| Főbb kwamik                | | |                        |                                                                  | |
| Szereplő neve              | Szereplő neve képességgel | Szereplő neve képességgel | Eredeti hang (Francia) | Angol hang                                                       | Magyar hang |
| Tikki                      | Aqua Tikki, Jég Tikki | Aqua Tikki, Jég Tikki | Marie Nonnenmacher     | Mela Lee                                                         | Sipos Eszter Anna |
| Plagg                      | Aqua Plagg, Plagg Gleccser | Aqua Plagg, Plagg Gleccser | Thierry Kazazian       | Max Mittelman                                                    | Gardi Tamás |

### Mellékszereplők
| Szereplő neve                                                             | Szereplő szuperhős neve                                                                                 | Szereplő akumatizált neve | Magyar hangja | Angol hangja                                                              | Francia hangja                                                                  |
| ------------------------------------------------------------------------- | --- | --- | --- | ------------------------------------------------------------------------- | ------------------------------------------------------------------------------- |
| Alix Kubdel (Marinette, Adrien osztálytársa)                              | Nyuszix, Kutyalány (angol: Bunnyx, Canigirl), (francia: Bunnix)                                         | Időlopó (angol: Timebreaker), (francia: Chronogirl)                                                                                        | Szabó Zselyke | Kira Buckland                                                             | Adeline Chetail (1. hang) Marie Nonnenmacher (2. hang)                          |
| Félix Fathom (Adrien unokatestvére)                                       | Szuperkopó, Argosz (angol: Flairmidable, Argos)                                                         | Még nem akumatizált | Tóth Márk (3-4. évad, 5x24. rész) Penke Bence (5x02-19. rész) | Bryce Papenbrook                                                          | Benjamin Bollen                                                                 |
| Fu mester                                                                 | Mayura (angol: Peacock superhero, Jade Turtle), (francia: Jade Turtle)                                  | Méreg Fu (angol: Furious Fu), (francia: Fu Furieux)                                                                                        | Csuha Lajos | Paul St. Peter                                                            | Gilbert Lévy                                                                    |
| Jeanne d'Arc                                                              | Skarlát Végzet (angol: Scarlet Fate)                                                                    | Még nem akumatizált | Tóth Zsófia | Sabrina Weisz                                                             | N/A                                                                             |
| Juleka Couffaine (Marinette, Adrien osztálytársa)                         | Lila Tigris (angol: Purple Tigress), (francia: Tigresse Pourpre)                                        | Reflekta (angol: Reflekta), (francia: Reflekta)                                                                                            | Kántor Kitty (1. évad) Kiss Bernadett (2-5. évad) | Erin Fitzgerald (1. évad) Reba Buhr (2. évadtól)                          | Marie Nonnenmacher                                                              |
| Kagami Tsurugi (Japán vívó lány)                                          | Ryuko (angol: Ryuko), (francia: Ryuko)                                                                  | Riposzt, Démonlány, Tény, Riposzt Prime (angol: Riposte, Oni-Chan, Lies, Ryukomori, Riposte Prime), (francia: Riposta, Oni-Chan, Mensonge) | Gulás Fanni (2-3. évad) Rigler Renáta (4-5. évad, New York különkiadás) Mérei Gabriella (London)                                                                                      | Faye Mata                                                                 | Clara Soares                                                                    |
| Ivan Bruel (Marinette, Adrien osztálytársa)                               | Minótaurosz (angol: Minotaurox)                                                                         | Kőszív (angol: Stoneheart), (francia: Cœur de Pierre)                                                                                      | Regenye András | Matt Mercer (1. évad) Max Mittelman (2. évadtól)                          | Franck Tordjman                                                                 |
| Lê Chiến Kim (Marinette, Adrien osztálytársa)                             | Majom Király (angol: King Monkey), (francia: Roi Singe)                                                 | Álnok Ámor, Álnok Humor (angol: Dark Cupid, Dark Cupid V.2), (francia: Dislocœur)                                                          | Moser Károly | Grant George                                                              | Alexandre Nguyen                                                                |
| Luka Couffaine (Juleka testvére)                                          | Viperion (angol: Viperion), (francia: Vipérion)                                                         | Némító, Nincstitok (angol: Silencer, Truth), (francia: Silence, Vérité)                                                                    | Rada Bálint | Andrew Russell                                                            | Gauthier Battoue                                                                |
| Marc Anciel (Marinette, Adrien iskolatársa)                               | Sztár kakas (angol: Rooster Bold)                                                                       | Felcserélő (angol: Reverser), (francia: Inverso)                                                                                           | Nagy Gereben | Kyle McCarley                                                             | Alexandre Nguyen                                                                |
| Max Kanté (Marinette, Adrien osztálytársa)                                | Pegazus (angol: Pegasus), (francia: Pégase)                                                             | Gémer, Gémer 2.0 (angol: Gamer, Gamer 2.0), (francia: Gamer, Gamer 2.0)                                                                    | Boldog Gábor | Ben Diskin (1-3. évad) Zeno Robinson (4. évadtól)                         | Martial Le Minoux                                                               |
| Mylène Haprèle (Marinette, Adrien osztálytársa)                           | Sokegér (angol: Polymouse)                                                                              | Rémúrnő (angol: Horrificator), (francia: Horrificator)                                                                                     | Berkes Boglárka (1-3. évad, 4x03. és 4x07. rész) | Jessica Gee                                                               | Jessie Lambotte                                                                 |
| Nathanaël Kurtzberg (Marinette, Adrien osztálytársa)                      | Bakmester (angol: Caprikid)                                                                             | Gonosz rajzoló (angol: Evillustrator), (francia: Dessinateur)                                                                              | Kilin Bertalan (1-2. évad) Pál Dániel Máté (4. évad) | Michael Sinterniklaas                                                     | Franck Tordjman                                                                 |
| Rose Lavillant (Marinette, Adrien osztálytársa)                           | Pigella (angol: Pigella), (francia: Pigella)                                                            | Parfüm hercegnő (angol: Princess Fragrance), (francia: Princesse Frangrance)                                                               | Csuha Bori | Erin Fitzgerald (1. évad) Reba Buhr (2. évadtól)                          | Jessie Lambotte                                                                 |
| Sabrina Raincomprix (Marinette, Adrien osztálytársa, Chloé barátja)       | Miss Eb (angol: Miss Hound)                                                                             | Illanó, Hősmaró (angol: Vanisher, Miraculer), (francia: Invisible, Miraculeur)                                                             | Lamboni Anna (1x02-2x14. rész) Molnár Ilona (2x20. résztől) | Marieve Herington(1. évad, Sötét Mancs) Cassandra Lee Morris (2. évadtól) | Marie Nonnenmacher                                                              |
| Zoé Lee (Chloé féltestvére)                                               | Darázslány, Fekete cica (angol: Vesperia, Kitty Noire), (francia: Vesperia)                             | Lelketlen (angol: Sole Crusher), (francia: Pirkell)                                                                                        | Gyarmati Laura | Deneen Melody                                                             | Fily Keita                                                                      |
| Szereplő neve                                                             | Szereplő akumatizált neve                                                                               | Szereplő akumatizált neve | Magyar hangja | Angol hangja                                                              | Francia hangja                                                                  |
| A.D.A (Tomoe mesterséges intelligenciája)                                 | Bogárírtó (angol: Bugfighter)                                                                           | Bogárírtó (angol: Bugfighter) | Solecki Janka | N/A                                                                       | Frédérique Marlot                                                               |
| Adrien testőre                                                            | Goridzilla (angol: Gorizilla), (francia: Gorizilla)                                                     | Goridzilla (angol: Gorizilla), (francia: Gorizilla)                                                                                        | Törköly Levente Petridisz Hrisztosz (1x23. rész) Forgács Gábor (2x02. rész) | Ezra Weisz                                                                | Gilbert Lévy                                                                    |
| Albert (Mr. Damocles számítógép-program asszisztense)                     | Még nem akumatizált                                                                                     | Még nem akumatizált | Pálmai Szabolcs | Ezra Weisz                                                                | Martial Le Minoux                                                               |
| Alec Cataldi (Kidz+ műsorvezetője)                                        | Vágyálom (angol: Wishmaker), (francia: Exauceur)                                                        | Vágyálom (angol: Wishmaker), (francia: Exauceur)                                                                                           | Haagen Imre | André Gordon                                                              | Franck Tordjman                                                                 |
| Ali herceg                                                                | Még nem akumatizált                                                                                     | Még nem akumatizált | Drackóczy Balázs | Keith Silverstein                                                         | Alexandre Nguyen                                                                |
| Ali herceg kísérője                                                       | Még nem akumatizált                                                                                     | Még nem akumatizált | Bertalan Ágnes | Philece Sampler                                                           | Nathalie Homs                                                                   |
| Amelie Graham de Vanily (Félix anyja, Adrien nénikéje)                    | Még nem akumatizált                                                                                     | Még nem akumatizált | Mics Ildikó (3. évad) | Laura Post                                                                | Jeanne Chartier                                                                 |
| Anarka Couffaine (Juleka anyja)                                           | Hardrock kapitány (angol: Captain Hardrock), (francia: Captaine Hardrock)                               | Hardrock kapitány (angol: Captain Hardrock), (francia: Captaine Hardrock)                                                                  | Kiss Erika | N/A                                                                       | Céline Melloul                                                                  |
| André (fagylalt készítő, eladó de nem összekeverendő André Bourgeois-val) | Fagyember (angol: Glaciator), (francia: Glaciator)                                                      | Fagyember (angol: Glaciator), (francia: Glaciator)                                                                                         | Vincze Attila Sánta László (énekhang) | Ezra Weisz                                                                | Philippe Roullier                                                               |
| André Bourgeois (Párizs polgármestere, Chloé apja)                        | Diktátor, Szívnyelő (angol: Malediktator, Heart Hunter), (francia: Maledikteur, Mangeamour)             | Diktátor, Szívnyelő (angol: Malediktator, Heart Hunter), (francia: Maledikteur, Mangeamour)                                                | Várday Zoltán (1-3. évad) Botár Endre (4-5. évad) | Joe Ochman                                                                | Gilbert Lévy                                                                    |
| Arlette (Nadia főnöke)                                                    | Még nem akumatizált                                                                                     | Még nem akumatizált | Vadász Bea | N/A                                                                       | Larie Chevalot                                                                  |
| Armand D'Argencourt (testnevelés és vívás tanár)                          | Sötét kard (angol: Darkblade), (francia: Chevalier Noir)                                                | Sötét kard (angol: Darkblade), (francia: Chevalier Noir)                                                                                   | Bardóczy Attila Galbenisz Tomasz (4x17. rész) | Joe Fria                                                                  | Thierry Kazazian                                                                |
| Audrey Bourgeois (Chloé anyja)                                            | Csillám Királynő, Szívnyelő (angol: Style Queen, Heart Hunter), (francia: Style Queen, Mangeamour)      | Csillám Királynő, Szívnyelő (angol: Style Queen, Heart Hunter), (francia: Style Queen, Mangeamour)                                         | Hámori Eszter | Haviland Stillwell                                                        | Céline Melloul                                                                  |
| August (Bébi)                                                             | Kis titán (angol: Gigantitan), (francia: Gigantitan)                                                    | Kis titán (angol: Gigantitan), (francia: Gigantitan)                                                                                       | Pál Dániel Máté | Grant George                                                              | Caroline Combes                                                                 |
| Aurora Beauréal (Marinette, Adrien iskolatársa)                           | Vészjósló (angol: Stormy Weather), (francia: Climatika)                                                 | Vészjósló (angol: Stormy Weather), (francia: Climatika)                                                                                    | Nagy Blanka | Mela Lee                                                                  | Geneviève Doang                                                                 |
| Bertrand King (Műanyaggyártó vállalat vezetője)                           | Műanyag Király (angol: King of Plastic)                                                                 | Műanyag Király (angol: King of Plastic) | Faragó András | N/A                                                                       | N/A                                                                             |
| Bob Roth (Jagged Stone producere)                                         | Mohó, Arany Lemez (angol: Moolak, Gold Record), (francia: Pognac)                                       | Mohó, Arany Lemez (angol: Moolak, Gold Record), (francia: Pognac)                                                                          | Bolla Róbert (1. évad) Fehér Péter (2. évad) Borbiczki Ferenc (3. évad) Magyar Bálint (4-5. évad) Pál Tamás (4x19. rész) Rába Roland (5x08. rész) Törköly Levente (6. évad)           | Grant George                                                              | Gilbert Lévy                                                                    |
| Caline Bustier (Marinette, Adrien osztályfőnöke)                          | Zombihölgy (angol: Zombizou), (francia: Zombizou)                                                       | Zombihölgy (angol: Zombizou), (francia: Zombizou)                                                                                          | Mohácsi Nóra (1x04-1x10. és 4x23-5x08. rész) Andrusko Marcella (1x12-2x14. rész) Várkonyi Andrea (2x03. rész) Kis-Kovács Luca (2x24-4x14. és 5x10-6x02. rész, New York különkiadás)   | Dorothy Fahn                                                              | Jessie Lambotte                                                                 |
| Caroline (Sublime anyja)                                                  | Szublimáció (angol: Sublimation), (francia: Sublimation)                                                | Szublimáció (angol: Sublimation), (francia: Sublimation)                                                                                   | Réti Adrienn | Cherami Leigh                                                             | N/A                                                                             |
| Chris (Pantomimes)                                                        | Még nem akumatizált                                                                                     | Még nem akumatizált | Gyurin Zsolt | Grant George                                                              | Gilbert Lévy                                                                    |
| Chris Lahiffe (Nino öccse,a francia változatban Noel-nek hívják)          | Chris Király, Időlovas / Időrabló (angol: Chris Master, Timetagger), (francia: Maître Noël, Grafitempo) | Chris Király, Időlovas / Időrabló (angol: Chris Master, Timetagger), (francia: Maître Noël, Grafitempo)                                    | Mayer Marcell (3x18. rész) Ágoston Péter (jövőbeli, 3x18. rész) Berecz Kristóf Uwe (3x24. rész) Boldog Gábor (jövőbeli, 5x06. rész)                                                   | Alejandro Saab                                                            | Alexandre Nguyen (jövőbeli)                                                     |
| Claudie Kanté (Max anyja)                                                 | Űrvonat (angol: Startrain), (francia: Startrain)                                                        | Űrvonat (angol: Startrain), (francia: Startrain)                                                                                           | Staub Viktória | N/A                                                                       | Céline Melloul                                                                  |
| Clara Contard (TVi News riportere)                                        | Még nem akumatizált                                                                                     | Még nem akumatizált | Vági Viktória (2x25. rész) Györfi Laura (3x16-5x02. rész, New York különkiadás) Kis-Kovács Luca (5x11-12. rész)                                                                       | N/A                                                                       | Clara Soares                                                                    |
| Clara Nightingale (Énekes, Laura Marano mintája)                          | Sztária (angol: Frightningale), (francia: Rossignoble)                                                  | Sztária (angol: Frightningale), (francia: Rossignoble)                                                                                     | Bodnár Vivien | Allegra Clark                                                             | Clara Soares                                                                    |
| Didier Roustan (Sportújságíró, Didier Roustan mintája)                    | Még nem akumatizált                                                                                     | Még nem akumatizált | Ódor Kristóf | Christopher Smith                                                         | Didier Roustan                                                                  |
| Ella Césaire (Alya kishúga)                                               | Szapotik (angol: Sapotis), (francia: Sapotis)                                                           | Szapotik (angol: Sapotis), (francia: Sapotis)                                                                                              | N/A | Cherami Leigh                                                             | Marie Nonnenmacher (Ella) William Coryn (Szapotik)                              |
| Emil Graham de Vanily (Emilie apja, Adrien nagyapja)                      | Még nem akumatizált                                                                                     | Még nem akumatizált | N/A | N/A                                                                       | N/A                                                                             |
| Emilie Agreste (Gabriel felesége, Adrien anyja)                           | Még nem akumatizált                                                                                     | Még nem akumatizált | Andrádi Zsanett | Caitlin Glass                                                             | Jeanne Chartier                                                                 |
| Etta Césaire (Alya kishúga)                                               | Szapotik (angol: Sapotis), (francia: Sapotis)                                                           | Szapotik (angol: Sapotis), (francia: Sapotis)                                                                                              | N/A | Cherami Leigh                                                             | Jessie Lambotte (Etta) William Coryn (Szapotik)                                 |
| Fred Haprèle (Pantomimes, Mylène apja)                                    | Pantomim (angol: Mime), (francia: Mime)                                                                 | Pantomim (angol: Mime), (francia: Mime) | Szatory Dávid | Ezra Weisz                                                                | Franck Tordjman                                                                 |
| Froggy                                                                    | Gondatlan (angol: Risk), (francia: Risque)                                                              | Gondatlan (angol: Risk), (francia: Risque)                                                                                                 | Kovács András Bátor | Mela Lee                                                                  | N/A                                                                             |
| Gina Dupain (Tom anyja, Marinette nagymamája)                             | Rémbanya (angol: Befana), (francia: Béfana)                                                             | Rémbanya (angol: Befana), (francia: Béfana)                                                                                                | Tallós Rita | Reba Buhr                                                                 | Marie Chevalot                                                                  |
| Gólem (békaszerű lény)                                                    | Falánk (angol: Feast), (francia: Festin)                                                                | Falánk (angol: Feast), (francia: Festin)                                                                                                   | N/A | N/A                                                                       | N/A                                                                             |
| Harry Clown (bohóc)                                                       | Empátor (angol: Psycomedian), (francia: Psycomédien)                                                    | Empátor (angol: Psycomedian), (francia: Psycomédien)                                                                                       | Ágoston Péter | N/A                                                                       | Franck Dubosc                                                                   |
| Jagged Stone (Zenész)                                                     | Gitáros Rém (angol: Guitar Villain), (francia: Jackady)                                                 | Gitáros Rém (angol: Guitar Villain), (francia: Jackady)                                                                                    | Horváth Illés (1x12-3x04. rész, 4-5. évad) Ódor Kristóf (3x06-3x25. rész) | Lex Lang                                                                  | Matthew Géczy                                                                   |
| Jalil Kubdel (Alix bátyja)                                                | Fáraó (angol: Pharaoh), (francia: Pharaoh)                                                              | Fáraó (angol: Pharaoh), (francia: Pharaoh)                                                                                                 | Járai Máté (1. évad) | Vic Mignogna                                                              | Franck Tordjman                                                                 |
| Jean (Chloé komornyika)                                                   | Sötét Mancs (angol: Despair Bear), (francia: Doudou villain)                                            | Sötét Mancs (angol: Despair Bear), (francia: Doudou villain)                                                                               | Szabó Andor (1x06. rész) Sörös Miklós (1x17-1x22. rész) Forgács Gábor (2x03. rész) Szabó Endre (2x24. résztől)                                                                        | Ben Diskin                                                                | Martial Le Minoux                                                               |
| Jean-Pierre Monlataing (Rajz tanár)                                       | Még nem akumatizált                                                                                     | Még nem akumatizált | Kassai Károly (2. évad) Szabó Endre (4. évad) | Todd Haberkorn                                                            | N/A                                                                             |
| Jegyellenőr                                                               | Még nem akumatizált                                                                                     | Még nem akumatizált | Kapácsy Miklós | N/A                                                                       | N/A                                                                             |
| Johnny Grassette (Gabriel apja, Adrien nagyapja)                          | Még nem akumatizált                                                                                     | Még nem akumatizált | N/A | N/A                                                                       | N/A                                                                             |
| Kouki (Kickboxer)                                                         | Kikou (angol: Kikou)                                                                                    | Kikou (angol: Kikou) | Törköly Levente | N/A                                                                       | N/A                                                                             |
| Manon Chamack (Nadja Chamack lánya)                                       | Bábmester (angol: Puppeteer), (francia: Marionnettiste)                                                 | Bábmester (angol: Puppeteer), (francia: Marionnettiste)                                                                                    | Gyarmati Laura (1-3. évad) | Stephanie Sheh                                                            | Marie Nonnenmacher                                                              |
| Marianne Lenoir (Fu mester barátja)                                       | Retróna (angol: Backwarder), (francia: Rebrousses-Temps)                                                | Retróna (angol: Backwarder), (francia: Rebrousses-Temps)                                                                                   | Czirják Csilla (3x01. rész) Menszátor Magdolna (3x26. rész) | Barbara Goodson                                                           | Virginie Ledieu                                                                 |
| Marlena Césaire (Főszakácsnő, Alya anyja)                                 | Még nem akumatizált                                                                                     | Még nem akumatizált | Madarász Éva | Erin Fitzgerald                                                           | Marie Chevalot                                                                  |
| Markov (Max robotja)                                                      | Robosztus (angol: Robustus), (francia: Robustus)                                                        | Robosztus (angol: Robustus), (francia: Robustus)                                                                                           | Markovics Tamás | Grant George                                                              | Alexandre Nguyen                                                                |
| Maya (Kislány)                                                            | Az Illusztátor (angol: The Illustrhater), (francia: Dessinatriste)                                      | Az Illusztátor (angol: The Illustrhater), (francia: Dessinatriste)                                                                         | N/A | Faye Mata                                                                 | N/A                                                                             |
| Milly Graham de Vanily (Emilie anyja, Adrien nagyanyja)                   | Porondmester (angol: Ringmaster)                                                                        | Porondmester (angol: Ringmaster) | N/A | N/A                                                                       | N/A                                                                             |
| Mr. Damocles (Iskolaigazgató)                                             | Éjbagoly, Éjféli Bagoly (angol: Dark Owl, Darker Owl), (francia: Hibou Noir)                            | Éjbagoly, Éjféli Bagoly (angol: Dark Owl, Darker Owl), (francia: Hibou Noir)                                                               | Harcsik Róbert (1x04-2x03. rész) Kajtár Róbert (2x07. résztől) | J.C. Hyke                                                                 | Gilbert Lévy                                                                    |
| Mr. Kubdel (Alix apja)                                                    | Még nem akumatizált                                                                                     | Még nem akumatizált | Juhász György (1x03. rész) Németh Attila István (1x05. rész) Epres Attila (5. évad)                                                                                                   | Todd Haberkorn                                                            | Thierry Kazazian                                                                |
| Mireille Caquet (Marinette, Adrien iskolatársa, Kidz+ időlány győztese)   | Még nem akumatizált                                                                                     | Még nem akumatizált | Kántor Kitty (1x01. rész) Laurinyecz Réka (1x20. rész) | Mela Lee                                                                  | Marie Nonnenmacher                                                              |
| Ms. Mendeleiev (Fizika-, kémia- és matematikatanár)                       | Kwamiirtó (angol: Kwami Buster), (francia: Chasseuse de Kwamis)                                         | Kwamiirtó (angol: Kwami Buster), (francia: Chasseuse de Kwamis)                                                                            | Antal Olga (1-2. évad) Téglás Judit (3-5. évad, New York különkiadás) | Philece Sampler (1-4. évad, New York különkiadás)                         | Marie Chevalot                                                                  |
| Nadja Chamack (TVi News főriportere)                                      | Szenzácia (angol: Prime Queen), (francia: Audimatrix)                                                   | Szenzácia (angol: Prime Queen), (francia: Audimatrix)                                                                                      | Czifra Krisztina (1x05. rész) Laurinyecz Réka (1x06. rész) Andrádi Zsanett (1x09. rész) Koncz-Kiss Anikó (1x12. résztől)                                                              | Sabrina Weisz                                                             | Jessie Lambotte                                                                 |
| Névtelen fiú                                                              | Lidérc (angol: Sandboy), (francia: Le Marchand de Sable)                                                | Lidérc (angol: Sandboy), (francia: Le Marchand de Sable)                                                                                   | Berecz Kristóf Uwe | Casey Mongillo                                                            | Clara Soares                                                                    |
| Nora Césaire (Alya nővére)                                                | Anansi (angol: Anansi), (francia: Anansi)                                                               | Anansi (angol: Anansi), (francia: Anansi)                                                                                                  | Tamási Nikolett (2x25. rész) | Laila Berzins                                                             | Céline Melloul                                                                  |
| Ondine                                                                    | Sellő (angol: Syren), (francia: Sirena)                                                                 | Sellő (angol: Syren), (francia: Sirena) | Nagy Katica | Erika Harlacher                                                           | Clara Soares                                                                    |
| Otis Césaire (Állatkerti gondozó, Alya, Nora, Ella és Etta apja)          | Vadállat (angol: Animan), (francia: Animan)                                                             | Vadállat (angol: Animan), (francia: Animan)                                                                                                | Holl Nándor (1-3. évad) Varga Rókus (4. évadtól) | Paul St. Peter                                                            | Éric Peter                                                                      |
| Penny Rolling (Jagged Stone ügynöke)                                      | Bajkeverő (angol: Troublemaker), (francia: L'Insaisissable)                                             | Bajkeverő (angol: Troublemaker), (francia: L'Insaisissable)                                                                                | Nemes Takách Kata | Mela Lee                                                                  | Marie Chevalot                                                                  |
| Philippe Candeloro (jégkorcsolyás, Philippe Candeloro mintája)            | Jégúr (angol: Frozer), (francia: Patineur)                                                              | Jégúr (angol: Frozer), (francia: Patineur)                                                                                                 | Fekete Zoltán | Ezra Weisz                                                                | Philippe Candeloro                                                              |
| Rythm (kislány)                                                           | Még nem akumatizált                                                                                     | Még nem akumatizált | N/A | N/A                                                                       | N/A                                                                             |
| Roger Raincomprix (Rendőrtiszt, Sabrina apja)                             | Roger rendőr, Apuzsaru (angol: Rogercop, Daddycop), (francia: Rogercop, Daddycop)                       | Roger rendőr, Apuzsaru (angol: Rogercop, Daddycop), (francia: Rogercop, Daddycop)                                                          | Bácskai János Szrna Krisztián (5x06. rész) | Christopher Smith                                                         | Martial Le Minoux                                                               |
| Rolland Dupain (Tom apja, Marinette nagypapája)                           | Bigottrix, Egyszerű (angol: Bakerix, Simpleman), (francia: Boulangerix, Simplificator)                  | Bigottrix, Egyszerű (angol: Bakerix, Simpleman), (francia: Boulangerix, Simplificator)                                                     | Borbiczki Ferenc | N/A                                                                       | Martial Le Minoux                                                               |
| Sabine Cheng (Marinette anyja)                                            | Bírónő, Csi-Lin (angol: Verity Queen, Qilin), (francia: Verity Queen, Qilin)                            | Bírónő, Csi-Lin (angol: Verity Queen, Qilin), (francia: Verity Queen, Qilin)                                                               | Tarr Judit | Philece Sampler (1-4. évad, Shanghai különkiadás) Anne Yatco (4. évadtól) | Jessie Lambotte                                                                 |
| Sarah (Fred és Chris menedzsere)                                          | Még nem akumatizált                                                                                     | Még nem akumatizált | Kokas Piroska | Sabrina Weisz                                                             | Josiane Balasko                                                                 |
| Severin Bartlett (Sublime apja)                                           | Még nem akumatizált                                                                                     | Még nem akumatizált | N/A | Christopher Smith                                                         | N/A                                                                             |
| Simon Grimault (Hipnotizőr)                                               | Simon szól (angol: Simon says), (francia: Jackady)                                                      | Simon szól (angol: Simon says), (francia: Jackady)                                                                                         | Simon Kornél | Ezra Weisz                                                                | Franck Tordjman                                                                 |
| Socqueline Wang (Marinette volt osztálytársa)                             | Még nem akumatizált                                                                                     | Még nem akumatizált | N/A | N/A                                                                       | N/A                                                                             |
| Su-Han nagymester                                                         | Még nem akumatizált                                                                                     | Még nem akumatizált | Papucsek Vilmos | Kaiji Tang                                                                | Gauthier Battoue                                                                |
| Sublime Bartlett (paralimpikon)                                           | Még nem akumatizált                                                                                     | Még nem akumatizált | N/A | Analesa Fisher                                                            | N/A                                                                             |
| Télapó                                                                    | Rémapó (angol: Santa Claws), (francia: Pire Noël)                                                       | Rémapó (angol: Santa Claws), (francia: Pire Noël)                                                                                          | Kajtár Róbert | Joe Ochman                                                                | Martial Le Minoux                                                               |
| Théo Barbot (szobrász)                                                    | Álmacska (angol: Copycat), (francia: L'Imposteur)                                                       | Álmacska (angol: Copycat), (francia: L'Imposteur)                                                                                          | Fehér Tibor (1x09. 2x08. 3x12. rész) Penke Bence (Álmacska, 1x09.rész) Kántor Zoltán (1x20. rész) Sörös Miklós (1x21. rész) Borbély Sándor (2x11. rész)                               | Brian Beacock (1. évad) Ezra Weisz (2. évadtól)                           | Franck Tordjman (1. évad) Martial Le Minoux (2. évadtól)                        |
| Thomas Astruc                                                             | Animájsztró (angol: Animaestro), (francia: Animaestro)                                                  | Animájsztró (angol: Animaestro), (francia: Animaestro)                                                                                     | Varga Rókus (Thomas Astruc) Andrádi Zsanett (Majestia) | Jason Marnocha                                                            | Thomas Astruc                                                                   |
| Tom Dupain (Marinette apja)                                               | Zöldszakáll (angol: Weredad), (francia: Papa Garou)                                                     | Zöldszakáll (angol: Weredad), (francia: Papa Garou)                                                                                        | Petridisz Hrisztosz | Christopher Smith                                                         | Martial Le Minoux                                                               |
| Tomoe Tsurugi (Kagami anyja)                                              | Ikari Gozen (angol: Ikari Gozen, Matagi Gozen), (francia: Ikari Gozen)                                  | Ikari Gozen (angol: Ikari Gozen, Matagi Gozen), (francia: Ikari Gozen)                                                                     | Nádorfi Krisztina | N/A                                                                       | Frédérique Marlot                                                               |
| Véronique                                                                 | Manipula (angol: Manipula)                                                                              | Manipula (angol: Manipula) | N/A | Sabrina Weisz                                                             | N/A                                                                             |
| Vincent (Fényképész, nem összekeverendő Vincent Aza-val)                  | Még nem akumatizált                                                                                     | Még nem akumatizált | Pál Tamás (1-2. évad, 4x16. rész) Szrna Krisztián (3x19-4x02. rész) | Matt Mercer                                                               | N/A                                                                             |
| Vincent Aza (Őrült Jagged Stone rajongó)                                  | Paparazzó (angol: Pixelator, Revelator), (francia: Numéric)                                             | Paparazzó (angol: Pixelator, Revelator), (francia: Numéric)                                                                                | Pál Tamás | Matt Mercer                                                               | Franck Tordjman                                                                 |
| Vivica (Jagged Stone gitárosa, profi gitáros)                             | Desperada (angol: Desperada), (francia: Desperada)                                                      | Desperada (angol: Desperada), (francia: Desperada)                                                                                         | Mezei Kitty | Morgan Berry                                                              |                                                                                 |
| Wang Cheng (Mesterszakács, Marinette nagybácsija)                         | Rémséf (angol: Kung Food), (francia: Kung Food)                                                         | Rémséf (angol: Kung Food), (francia: Kung Food)                                                                                            | Törköly Levente (1. évad, Shanghai különkiadás) Fehér Péter (5. évad) | Todd Haberkorn                                                            | Bing Yin                                                                        |
| Wayhem (Adrien rajongója)                                                 | Kirekesztett (angol: Party Crasher), (francia: Trouble fête)                                            | Kirekesztett (angol: Party Crasher), (francia: Trouble fête)                                                                               | Dékány Barnabás (2. évad) Czető Ádám (3. évad) Sörös Miklós (4x04. rész) Ács Balázs (5x09. rész)                                                                                      | Chris Hackney                                                             | Tony Marot                                                                      |
| Xavier Ramier                                                             | Galamb úr (angol: Mister Pigeon), (francia: M. Pigeon)                                                  | Galamb úr (angol: Mister Pigeon), (francia: M. Pigeon)                                                                                     | Gubányi György István (1. évad) Bordás János (2x07. rész) Kapácsy Miklós (2x20. rész) Dézsy Szabó Gábor (3x01. rész) Karácsonyi Zoltán (3-5. évad) Szabó Endre (New York különkiadás) | Todd Haberkorn                                                            | Franck Tordjman                                                                 |
| XY (Jagged Stone riválisa, Bob Roth fia)                                  | Még nem akumatizált                                                                                     | Még nem akumatizált | Szalay Csongor (1. évad) | Ben Diskin                                                                | Alexandre N'guyen                                                               |
| Szereplő neve                                                             | Szereplő neve képességgel                                                                               | Szereplő neve képességgel | Magyar hangja | Angol hangja                                                              | Francia hangja                                                                  |
| Barkk (A kutya kwami)                                                     | - | - | Laudon Andrea Pupos Tímea (5x03. rész) Bukovszky Orsolya (London) | N/A                                                                       | Jessie Lambotte                                                                 |
| Daizzi (A malac kwami)                                                    | - | - | Györfi Laura (2x19. és 4x01 rész) Bergendi Áron (London) | N/A                                                                       | Franck Tordjman                                                                 |
| Duusu (A páva kwami)                                                      | - | - | Andrádi Zsanett | N/A                                                                       | Fanny Bloc                                                                      |
| Fluff (A nyúl kwami)                                                      | - | - | Vági Viktória (2. évad) Mayer Szonja (3. évad) Szabó Luca (4-5. évad) | N/A                                                                       | Céline Melloul                                                                  |
| Kaalki (A ló kwami)                                                       | - | - | Andrádi Zsanett (2. évad) Györfi Laura (3. évad) | Deneen Melody                                                             | Fanny Bloc                                                                      |
| Longg (A sárkány kwami)                                                   | - | - | N/A | N/A                                                                       | Marie Nonenmacher                                                               |
| Mullo (Az egér kwami)                                                     | - | - | N/A | N/A                                                                       | N/A                                                                             |
| Nooroo (A pillangó kwami)                                                 | - | - | Lukács Ádám (London) | Ben Diskin                                                                | Martial Le Minoux                                                               |
| Orikko (A tyúk kwami)                                                     | - | - | Ács Balázs (4x07. rész) Berecz Kristóf Uwe (5x03. rész) | N/A                                                                       | N/A                                                                             |
| Pollen (A méh kwami)                                                      | - | - | N/A | Cassandra Lee Morris                                                      | Emmylou Homs (2. évad) Clara Soares (3. évad)                                   |
| Roarr (A tigris kwami)                                                    | - | - | Hám Bertalan | N/A                                                                       | Caroline Mozzone                                                                |
| Sass (A kígyó kwami)                                                      | - | - | Potocsny Andor (2-3. évad) Szrna Krisztián (4-5. évad, London) | Ben Diskin                                                                | Alexandre Nguyen                                                                |
| Stompp (Az ökör kwami)                                                    | - | - | N/A | N/A                                                                       | Thierry Kazazian                                                                |
| Trixx (A róka kwami)                                                      | - | - | Dobó Enikő | Cherami Leigh                                                             | Franck Tordjman                                                                 |
| Wayzz (A teknős kwami)                                                    | - | - | Szabó Andor | Christopher Smith                                                         | Patrick Préjean (1. hang) Martial Le Minoux (2. hang) Franck Tordjman (3. hang) |
| Xuppu (A majom kwami)                                                     | - | - | Bogdán Gergő | N/A                                                                       | Franck Tordjman                                                                 |
| Ziggy (A kecske kwami)                                                    | - | - | Vági Viktória (4x01. rész) Jeney Luca (London) | N/A                                                                       | Céline Melloul                                                                  |

### Miraculous World
| Szereplő neve                                | Szereplő szuperhős neve                               | Szereplő akumatizált neve                        | Magyar hangja                                                       | Angol hangja                                | Francia hangja             |
| -------------------------------------------- | ----------------------------------------------------- | ------------------------------------------------ | ------------------------------------------------------------------- | ------------------------------------------- | -------------------------- |
| Jessica Keynes                               | Veréb, Sas (angol: Sparrow, Eagle)                    | Még nem akumatizált                              | Veszelovszki Janka (Jessica) Pálmai Szabolcs (Veréb)                | Jaimi Gray Scott Whyte (Veréb)              | Alan Aubert Carlin (Veréb) |
| Aeon                                         | Rejtelem (angol: Uncanny Valley)                      | Még nem akumatizált                              | Gombó Viola Lotti (New York különkiadás) Rigler Renáta (5x26. rész) | Kimberly Woods                              | Fily Keita                 |
| Olympia Hill                                 | Majestia (angol: Majestia)                            | Még nem akumatizált                              | Tóth Zsófia                                                         | Anairis Quinones                            | Nathalie Bienaimé          |
| Barbara Keynes                               | Vasbagoly (angol: Knightowl)                          | Még nem akumatizált                              | Márta Éva (Barbara) Ódor Kristóf (Vasbagoly)                        | Anairis Quinones Imari Williams (Vasbagoly) | Pauline Moingeon           |
| Dean Gate                                    | Kapuőr (angol: Doorman)                               | Még nem akumatizált                              | Seder Gábor                                                         | Alejandro Saab                              | Jean-Yves Brignon          |
| Camilla Hombee                               | Viktória (angol: Victory)                             | Még nem akumatizált                              | Rádai Boglárka                                                      | Laura Stahl                                 | N/A                        |
| Dan                                          | Hot Dog Dan (angol: Hot Dog Dan)                      | Még nem akumatizált                              | Hegedüs Miklós                                                      | Kel Goff                                    | N/A                        |
| Mike Rochip                                  | Techno-kalóz (angol: Techno-Pirate)                   | Techno-tolvaj (angol: Techlonizer, Miraclonizer) | Kovács Máté                                                         | Kel Goff                                    | Astro Kross                |
| Fei                                          | Sárkányhölgy, Medvelány (angol: Ladydragon, Ladybear) | Még nem akumatizált                              | Mentes Júlia                                                        | Xanthe Huynh                                | Geneviève Doang            |
| Marinette Dupain-Cheng (alternatív változat) | Árnybogár (angol: Shadybug, Ladybug)                  | Még nem akumatizált                              | Pekár Adrienn                                                       | Cristina Vee                                | Anouck Hautbois            |
| Adrien Agreste (alternatív változat)         | Fekete Karom (angol: Claw Noir, Paw Noir)             | Még nem akumatizált                              | Penke Bence                                                         | Bryce Papenbrook                            | Benjamin Bollen            |
| Gabriel Agreste (alternatív változat)        | Szárnyaló (angol: Betterfly)                          | Még nem akumatizált                              | Kárpáti Levente                                                     | Keith Silverstein                           | Antoine Tomé               |
| Szereplő neve                                | Szereplő akumatizált neve                             | Szereplő akumatizált neve                        | Magyar hangja                                                       | Angol hangja                                | Francia hangja             |
| Wu Shifu (Fei nevelőapja)                    | Még nem akumatizált                                   | Még nem akumatizált                              | N/A                                                                 | Aleks Le                                    | Jeremy Prévost             |
| Mei Shi                                      | Yan Woshi (angol: Yan Woshi)                          | Yan Woshi (angol: Yan Woshi)                     | Koncz István                                                        | Mark Chen                                   | Nicolas Justamon           |
| Cash                                         | Orgazda (angol: Roi Agent)                            | Orgazda (angol: Roi Agent)                       | Pálfai Péter                                                        | Caleb Yen                                   | Fabrice Lelyon             |
| Bastille (Wang Cheng papagája)               | Még nem akumatizált                                   | Még nem akumatizált                              | Szokol Péter                                                        | Brook Chalmers                              | Jérémy Prévost             |
| Alya Césaire (alternatív változat)           | Örökkévaló (angol: Ubiquity)                          | Örökkévaló (angol: Ubiquity)                     | Szilágyi Csenge                                                     | Carrie Keranen                              | Fanny Bloc                 |
| Szereplő neve                                | Szereplő neve képességgel                             | Szereplő neve képességgel                        | Magyar hangja                                                       | Angol hangja                                | Francia hangja             |
| Liiri (A sas kwami)                          | -                                                     | -                                                | Nagy Gereben                                                        | Cedric Williams                             | N/A                        |
| Long Long (A sárkány renling)                | -                                                     | -                                                | Láng Balázs                                                         | Christopher Smith                           | Martial Le Minoux          |
| Tang Tang (A sáska renling)                  | -                                                     | -                                                | N/A                                                                 | Mela Lee                                    | Fily Keita                 |
| Xiong Xiong (A medve renling)                | -                                                     | -                                                | Hegedüs Miklós                                                      | Sabrina Weisz                               | Jessie Lambotte            |
| She She (A kígyó renling)                    | -                                                     | -                                                | N/A                                                                 | Carrie Keranen                              | Marie Chevalot             |
| Hou Hou (A majom renling)                    | -                                                     | -                                                | Bordás János                                                        | Brook Chalmers                              | Jérémy Prévost             |

## A sorozat más országokban
| Ország                      | Csatorna | 1. évad              | 2. évad             | 3. évad              | 4. évad              | 5. évad            | A sorozat más nyelven                                                                     |
| --------------------------- | --- | -------------------- | ------------------- | -------------------- | -------------------- | ------------------ | ----------------------------------------------------------------------------------------- |
| Dél-Korea                   | EBS | 2015. szeptember 1.  | 2019. augusztus 29. | 2019. december 6.    | N/A                  |                    | 미라큘러스 (Lady Bug)                                                                     |
| Dél-Korea                   | Disney Channel | 2015. december 7.    | 2020. december 28.  | 2021. január 21.     | N/A                  |                    | 미라큘러스 (Lady Bug)                                                                     |
| Dél-Korea                   | Tooniverse | N/A                  | 2018. április 2.    | 2019. szeptember 5.  | N/A                  |                    | 미라큘러스 (Lady Bug)                                                                     |
| Dél-Korea                   | Daekyo Kids TV | N/A                  | 2018. május 3.      | 2019. október 5.     | N/A                  |                    | 미라큘러스 (Lady Bug)                                                                     |
| Dél-Korea                   | Nickelodeon | 2020. december 28.   | 2018. május 3.      | 2019. október 5.     | N/A                  |                    | 미라큘러스 (Lady Bug)                                                                     |
| Dél-Korea                   | KBS Kids | N/A                  | 2018. május 3.      | 2020. június 1.      | N/A                  |                    | 미라큘러스 (Lady Bug)                                                                     |
| Dél-Korea                   | Barvo Kids | N/A                  | 2018. augusztus 9.  | 2019. október 13.    | N/A                  |                    | 미라큘러스 (Lady Bug)                                                                     |
| Franciaország               | TFOU | 2015. október 19.    | 2016. december 11.  | 2019. április 14.    | 2021. április 11.    | 2022. október 24.  | Miraculous: Les aventures de Ladybug et Chat Noir                                         |
| Franciaország               | Disney Channel | 2017. április 19.    | 2016. december 16.  | 2020. szeptember 5.  | N/A                  |                    | Miraculous: Les aventures de Ladybug et Chat Noir                                         |
| Szaúd-Arábia                | Disney Channel | 2015. december 4.    | 2016. december 6.   | 2019. november 4.    | N/A                  |                    | ميراكيولوس: مغامرات الدعسوقة والقط الأسود                                                 |
| Szaúd-Arábia                | MBC3 | 2017. február 6.     | 2020. november 4.   | N/A                  | N/A                  |                    | ميراكيولوس: مغامرات الدعسوقة والقط الأسود                                                 |
| Dél-Afrika                  | Disney Channel | 2015. december 6.    | 2017. december 6.   | 2019. november 4.    | 2021. szeptember 6.  |                    | Miraculous: Tales of Ladybug and Cat Noir                                                 |
| Bulgária                    | Disney Channel | 2015. december 6.    | 2017. december 6.   | 2019. november 4.    | 2021. szeptember 6.  | 2022. november 21. | Мега-чудесата на Калинката и Черния котарак (Miraculous: Aventuras da Ladybug e Cat Noir) |
| Bulgária                    | Disney+ | 2022. június 14.     | 2022. június 14.    | 2022. június 14.     | 2022. június 14.     |                    | Мега-чудесата на Калинката и Черния котарак (Miraculous: Aventuras da Ladybug e Cat Noir) |
| Csehország                  | Disney Channel | 2015. december 6.    | 2017. december 6.   | 2019. november 4.    | 2021. október 4.     | 2022. november 21. | Kouzelná Beruška a Černý kocour                                                           |
| Csehország                  | Disney+ | 2022. június 14.     | 2022. június 14.    | 2022. június 14.     | 2022. június 14.     |                    | Kouzelná Beruška a Černý kocour                                                           |
| Magyarország                | Disney Channel | 2015. december 6.    | 2017. december 6.   | 2019. november 4.    | 2021. október 4.     | 2022. november 21. | Miraculous – Katicabogár és Fekete Macska kalandjai                                       |
| Magyarország                | Disney+ | 2022. június 14.     | 2022. június 14.    | 2022. június 14.     | 2022. június 14.     |                    | Miraculous – Katicabogár és Fekete Macska kalandjai                                       |
| Magyarország                | M2 | 2023. április 30.    | 2023. július 30.    |                      |                      |                    | Miraculous – Katicabogár és Fekete Macska kalandjai                                       |
| Lengyelország               | Disney Channel | 2015. december 6.    | 2017. december 6.   | 2019. november 4.    | 2021. október 4.     | 2022. november 21. | Miraculum: Biedronka i Czarny Kot (Miraculum: Ladybug e Cat Noir)                         |
| Lengyelország               | Puls 2 | 2019. szeptember 2.  | 2019. október 7.    | 2021. március 1.     | N/A                  |                    | Miraculum: Biedronka i Czarny Kot (Miraculum: Ladybug e Cat Noir)                         |
| Lengyelország               | Disney XD | 2020. november 30.   | 2021. február 9.    | N/A                  | N/A                  |                    | Miraculum: Biedronka i Czarny Kot (Miraculum: Ladybug e Cat Noir)                         |
| Horvátország                | Disney Channel | 2015. december 6.    | 2017. december 6.   | 2019. november 4.    |                      |                    | Miraculous- Pustolovine Bubamare i Crnog Mačka                                            |
| Horvátország                | RTL Kockica | 2018. szeptember 10. | 2019. szeptember 9. | N/A                  | N/A                  |                    | Miraculous- Pustolovine Bubamare i Crnog Mačka                                            |
| Szlovénia                   | Disney Channel | 2015. december 6.    | 2017. december 6.   | 2019. november 4.    | N/A                  |                    |                                                                                           |
| Szlovénia                   | POP TV | 2018. szeptember 1.  | 2019. október 6.    | N/A                  | N/A                  |                    |                                                                                           |
| Szlovénia                   | OTO | 2018. október 3.     | 2019. október 7.    | N/A                  | N/A                  |                    |                                                                                           |
| Szerbia                     | Disney Channel | 2015. december 6.    | 2017. december 6.   | 2019. november 4.    | 2021. szeptember 6.  |                    | Миракулус: Авантуре Бубамаре и Црног Мачора                                               |
| Szerbia                     | RTS 2 | 2018. november 25.   | 2019. november 6.   | N/A                  | N/A                  |                    | Миракулус: Авантуре Бубамаре и Црног Мачора                                               |
| Görögország                 | Disney Channel | 2015. december 6.    | 2017. december 6.   | 2019. november 4.    | 2021. szeptember 6.  |                    |                                                                                           |
| Görögország                 | Star Channel | 2017. szeptember 17. | 2020. november 15.  | N/A                  | N/A                  |                    |                                                                                           |
| Amerikai Egyesült Államok   | Nickelodeon | 2015. december 6.    | N/A                 | N/A                  | N/A                  |                    | Miraculous: Tales of Ladybug and Cat Noir                                                 |
| Amerikai Egyesült Államok   | Netflix | 2017. február 10.    | 2018. március 30.   | 2019. augusztus 1.   |                      |                    | Miraculous: Tales of Ladybug and Cat Noir                                                 |
| Amerikai Egyesült Államok   | KidsClick | 2017. július 3.      | 2018. augusztus 30. | N/A                  | N/A                  |                    | Miraculous: Tales of Ladybug and Cat Noir                                                 |
| Amerikai Egyesült Államok   | Disney Channel | 2019. április 8.     | 2019. április 25.   | 2020. június 1.      | 2021. június 21.     |                    | Miraculous: Tales of Ladybug and Cat Noir                                                 |
| Oroszország                 | Disney Channel | 2015. december 19.   | 2017. december 24.  | 2019. szeptember 23. | 2021. szeptember 13. |                    | Леди Баг и Супер-Кот (Ladybug e Cat Noir)                                                 |
| Oroszország                 | Multimania | 2018. szeptember 2.  | N/A                 | N/A                  | N/A                  |                    | Леди Баг и Супер-Кот (Ladybug e Cat Noir)                                                 |
| Svájc                       | RTS Kids (RTS Deux) | 2015. december 23.   | 2018. április 3.    | 2019. február 17.    | 2021. április 3.     |                    | Miraculous: Les aventures de Ladybug et Chat Noir                                         |
| Svájc                       | RSI La 1 | 2019. szeptember 8.  | N/A                 | N/A                  | N/A                  |                    | Miraculous – Le storie di Ladybug e Chat Noir                                             |
| Kanada                      | Télé-Québec | 2016. január 9.      | 2017. december 16.  | 2019. szeptember 7.  | N/A                  |                    | Miraculous: Les aventures de Ladybug et Chat Noir                                         |
| Kanada                      | Family Channel | 2016. október 10.    | 2018. február 16.   | 2019. február 4.     | N/A                  |                    | Miraculous: Tales of Ladybug and Cat Noir                                                 |
| Egyesült Királyság Írország | Disney Channel | 2016. január 30.     | 2016. december 23.  | 2019. március 4.     | N/A                  |                    | Miraculous: Tales of Ladybug and Cat Noir                                                 |
| Egyesült Királyság Írország | POP | 2017. február 11.    | 2019. május 20.     | 2020. június 1.      | N/A                  |                    | Miraculous: Tales of Ladybug and Cat Noir                                                 |
| Egyesült Királyság Írország | Disney+ | 2020. március 24.    | 2020. március 24.   | 2020. október 1.     | N/A                  |                    | Miraculous: Tales of Ladybug and Cat Noir                                                 |
| Egyesült Királyság Írország | S4C | 2020. december 16.   | N/A                 | N/A                  | N/A                  |                    | Miraculous: Tales of Ladybug and Cat Noir                                                 |
| Törökország                 | Disney Channel | 2016. február 8.     | 2018. február 2.    | 2019. szeptember 23. | 2021. július 9.      | 2022. december 27. | Mucize: Uğur Böceği ile Kara Kedi                                                         |
| Spanyolország               | Disney Channel | 2016. február 15.    | 2016. december 23.  | 2018. december 1.    | 2021. május 15.      | 2022. október 29.  | Prodigiosa: Las Aventuras de Ladybug                                                      |
| Spanyolország               | Super3 | 2016. szeptember 17. | 2017. december 16.  | 2019. október 21.    | N/A                  |                    | Prodigiosa: Las Aventuras de Ladybug                                                      |
| Románia                     | Disney Channel | 2016. február 22.    | 2017. december 6.   | 2019. november 4.    | 2021. október 4.     | 2022. november 21. | Miraculos: Buburuza și Motan Noir                                                         |
| Románia                     | Disney+ | 2022. június 14.     | 2022. június 14.    | 2022. június 14.     | 2022. június 14.     |                    | Miraculos: Buburuza și Motan Noir                                                         |
| Portugália                  | Disney Channel | 2016. február 22.    | 2016. december 23.  | 2018. december 1.    | 2021. május 15.      | 2022. október 29.  | Miraculous: As Aventuras de Ladybug                                                       |
| Portugália                  | RTP2 | 2017. szeptember 25. | 2019. december 16.  | 2020. június 1.      | N/A                  |                    | Miraculous: As Aventuras de Ladybug                                                       |
| Olaszország                 | Disney Channel | 2016. február 22.    | 2016. december 24.  | 2019. március 25.    |                      |                    | Miraculous – Le storie di Ladybug e Chat Noir                                             |
| Olaszország                 | Super! | 2017. március 18.    | 2018. november 19   | 2020. március 29.    | N/A                  |                    | Miraculous – Le storie di Ladybug e Chat Noir                                             |
| Olaszország                 | Netflix | 2017. augusztus 1.   | 2017. november 1.   | 2020. szeptember 25. | N/A                  |                    | Miraculous – Le storie di Ladybug e Chat Noir                                             |
| Olaszország                 | Disney+ | 2020. március 24.    | 2020. március 24.   | 2021. május 14.      | N/A                  |                    | Miraculous – Le storie di Ladybug e Chat Noir                                             |
| Dánia                       | Disney Channel | 2016. február 23.    | 2018. március 3.    | 2019. november 4.    | N/A                  |                    |                                                                                           |
| Finnország                  | Disney Channel | 2016. február 23.    | 2018. március 3.    | 2019. november 4.    | N/A                  |                    |                                                                                           |
| Finnország                  | Disney+ | 2021. február 19.    | 2021. február 5.    | 2021. június 25.     |                      |                    |                                                                                           |
| Svédország                  | Disney Channel | 2016. február 23.    | 2018. március 3.    | 2019. november 4.    | N/A                  |                    | Miraculous: Ladybug & Cat Noir på äventyr                                                 |
| Brazília                    | Gloob | 2016. március 7.     | 2016. december 22.  | 2019. június 15.     | 2021. március 23.    | 2022. október 10.  | Miraculous: As Aventuras de Ladybug                                                       |
| Izrael                      | Disney Channel | 2016. március 13.    | 2018. február 4.    | 2019. szeptember 1.  | 2021. szeptember 6.  | 2022. november 28. | המופלאה: הרפתקאות ליידי באג (Miraculous: As Aventuras de Ladybug)                         |
| Izrael                      | Kan Educational | 2019, július 1.      | 2020. július 1.     | N/A                  | N/A                  |                    | המופלאה: הרפתקאות ליידי באג (Miraculous: As Aventuras de Ladybug)                         |
| Ausztrália                  | ABC Me | 2016. március 22.    | 2018. október 11    | 2019. június 29.     | N/A                  |                    | Miraculous: Tales of Ladybug and Cat Noir                                                 |
| Új-Zéland                   | TV2, TVNZ 2 | 2016. április 27.    | 2020. augusztus 1.  | 2020. szeptember 15. | N/A                  |                    | Miraculous: Tales of Ladybug and Cat Noir                                                 |
| Belgium                     | Disney Channel | 2016. május 16.      | 2018. június 8.     | 2019. szeptember 7.  | N/A                  |                    |                                                                                           |
| Belgium                     | La Trois | 2019. augusztus 31.  | N/A                 | N/A                  | N/A                  |                    |                                                                                           |
| Latin-Amerika               | Disney Channel | 2016. május 16.      | 2017. december 30.  | 2019. március 24.    | 2022. április 3.     | 2023. május 8.     | Miraculous: Las aventuras de Ladybug                                                      |
| Latin-Amerika               | Disney+ |                      |                     |                      | 2021. december 15.   | 2023. január 18.   | Miraculous: Las aventuras de Ladybug                                                      |
| Katalónia                   | Super3 | 2016. szeptember 17. | 2017. december 16.  | 2019. október 21.    | 2021. december 23.   | 2023. december 30. | Prodigiosa: Les aventures de Ladybug i Gat Noir                                           |
| Hollandia                   | Disney Channel | 2016. május 16.      | 2018. június 8.     | 2019. szeptember 2.  | N/A                  |                    | Miraculous: Verhalen van Ladybug & Cat Noir                                               |
| Németország                 | Disney Channel | 2016. május 17.      | 2016. december 22.  | 2019. január 19.     | 2021. március 27.    | 2022. november 12. | Miraculous – Geschichten von Ladybug und Cat Noir                                         |
| Kína                        | LeTV | 2016. szeptember 8.  | N/A                 | N/A                  | N/A                  |                    | 瓢蟲少女                                                                                  |
| Kína                        | TeKi | 2021. január 13.     | N/A                 | N/A                  | N/A                  |                    | 瓢蟲少女                                                                                  |
| Thaiföld                    | MCOT HD | 2017. február 18.    | N/A                 | N/A                  | N/A                  |                    |                                                                                           |
| Thaiföld                    | Disney Channel | 2018. november 6.    | 2019. december 2.   | 2020. szeptember 16. | 2021. augusztus 13.  |                    |                                                                                           |
| Norvégia                    | Star Channel | 2017. szeptember 17. | N/A                 | N/A                  | N/A                  |                    |                                                                                           |
| Luxemburg                   | Netflix | 2017. november 1.    | N/A                 | N/A                  | N/A                  |                    | Miraculous: Les aventures de Ladybug et Chat Noir                                         |
| Ausztria                    | Netflix | 2017. november 7.    | N/A                 | N/A                  | N/A                  |                    | Miraculous – Geschichten von Ladybug und Cat Noir                                         |
| Ukrajna                     | Pixel | 2017. november 16.   | 2018. március 11.   | TBA                  | N/A                  |                    | Леді Баг і Супер-Кіт                                                                      |
| Ukrajna                     | Plus Plus | 2019. március 1.     | 2019. március 26.   | 2019. szeptember 22. | 2021. szeptember 6.  |                    | Леді Баг і Супер-Кіт                                                                      |
| Litvánia                    | LRT Televizija | 2018. március 3.     | N/A                 | N/A                  | N/A                  |                    |                                                                                           |
| Japán                       | Disney Channel | 2018. július 23.     | 2019. március 2.    | 2019. november 19.   | 2021. augusztus 7.   |                    | ミラキュラス レディバグ&シャノワール                                                      |
| Japán                       | BS11 | 2020. április 20.    | 2021. április 2.    | N/A                  | N/A                  |                    | ミラキュラス レディバグ&シャノワール                                                      |
| Albánia                     | Disney Channel | 2018. október 6.     | N/A                 | N/A                  | N/A                  |                    | Magjikët: Aventurat e Nusepashkës dhe Maçokut të zi                                       |
| Lettország                  | TV3, TV3 Mini | 2018. október 6.     | 2020. december 2.   | N/A                  | N/A                  |                    |                                                                                           |
| Lettország                  | 3+ | 2019. április 1.     | 2021. június 7.     | N/A                  | N/A                  |                    |                                                                                           |
| Bosznia-Hercegovina         | Federalna TV | 2018. október 22.    | N/A                 | N/A                  | N/A                  |                    |                                                                                           |
| Bosznia-Hercegovina         | Tropik TV | 2018. november 1.    | 2019. október 7.    | N/A                  | N/A                  |                    |                                                                                           |
| Bosznia-Hercegovina         | OBN | N/A                  | 2019. november 2.   | N/A                  | N/A                  |                    |                                                                                           |
| Indonézia                   | Disney Channel | 2018. november 6.    | 2019. december 2.   | 2020. szeptember 16. | 2021. augusztus 13.  |                    | Miraculous, les aventures de Ladybug et Chat Noir                                         |
| Indonézia                   | Trans7 | 2018. december 17.   | N/A                 | N/A                  | N/A                  |                    | Miraculous, les aventures de Ladybug et Chat Noir                                         |
| Indonézia                   | Disney+ | 2021. augusztus 13.  | N/A                 | N/A                  | N/A                  |                    | Miraculous, les aventures de Ladybug et Chat Noir                                         |
| Malajzia                    | style="background: var(--background-color-neutral, #eaecf0); color: var(--color-base, #202122); vertical-align: middle; text-align: center; " class="table-na" \| N/A | 2021. augusztus 13.  | N/A                 | N/A                  |                      |                    |                                                                                           |
| Malajzia                    | Disney Channel | 2018. november 6.    | 2019. december 2.   | 2020. szeptember 16. | N/A                  |                    |                                                                                           |
| Fülöp-szigetek              | Disney Channel | 2018. november 6.    | 2019. december 2.   | 2020. szeptember 16. | 2021. augusztus 13.  |                    |                                                                                           |
| Vietnám                     | Disney Channel | 2018. november 6.    | 2019. december 2.   | 2020. szeptember 16. | 2021. augusztus 13.  |                    | Viên ngọc thần: Chuyện về Bọ Rùa và Mèo Mun                                               |
| Szingapúr                   | Disney Channel | 2018. november 6.    | 2019. december 2.   | N/A                  | N/A                  |                    |                                                                                           |
| Szingapúr                   | Okto | 2017. február 20.    | N/A                 | N/A                  | N/A                  |                    |                                                                                           |
| Szingapúr                   | Disney+ | 2021. február 23.    | 2021. február 23.   | 2021. február 23.    | N/A                  |                    |                                                                                           |
| Szingapúr                   | Channel 5 | 2019. november 30.   | 2021. január 22.    | N/A                  | N/A                  |                    |                                                                                           |
| Mexikó                      | Canal 5 | 2018. december 17.   | 2019. december 31.  | 2021. március 1.     | N/A                  |                    |                                                                                           |
| Pakisztán                   | Kidzone+ | 2019. április 24.    | 2020. október 22.   | N/A                  | N/A                  |                    |                                                                                           |
| India                       | Disney Channel | 2019. május 1.       | 2020. december 14.  | 2021. április 12.    | N/A                  |                    |                                                                                           |
| Srí Lanka                   | Hiru TV | 2021. augusztus 2.   | N/A                 | N/A                  | N/A                  |                    |                                                                                           |

## Epizódok
| Évad | Évad | Epizódok | Eredeti sugárzás    | Eredeti sugárzás     | Magyar sugárzás    | Magyar sugárzás    |
| Évad | Évad | Epizódok | Évadpremier         | Évadfinálé           | Évadpremier        | Évadfinálé         |
| ---- | ---- | -------- | ------------------- | -------------------- | ------------------ | ------------------ |
|      | 1.   | 26       | 2015. szeptember 1. | 2016. március 19.    | 2015. december 6.  | 2016. október 31.  |
|      | 2.   | 26       | 2016. december 11.  | 2018. november 3.    | 2017. december 6.  | 2019. május 31.    |
|      | 3.   | 26       | 2018. december 1.   | 2019. november 13.   | 2019. november 4.  | 2019. december 6.  |
|      | 4.   | 26       | 2021. március 23.   | 2022. március 10.    | 2021. október 4.   | 2022. április 13.  |
|      | 5.   | 27       | 2022. június 13.    | 2023. szeptember 19. | 2022. november 21. | 2023. november 30. |
|      | 6.   | 26       | 2025. január 24.    |                      | 2025. április 7.   |                    |